# КС-185

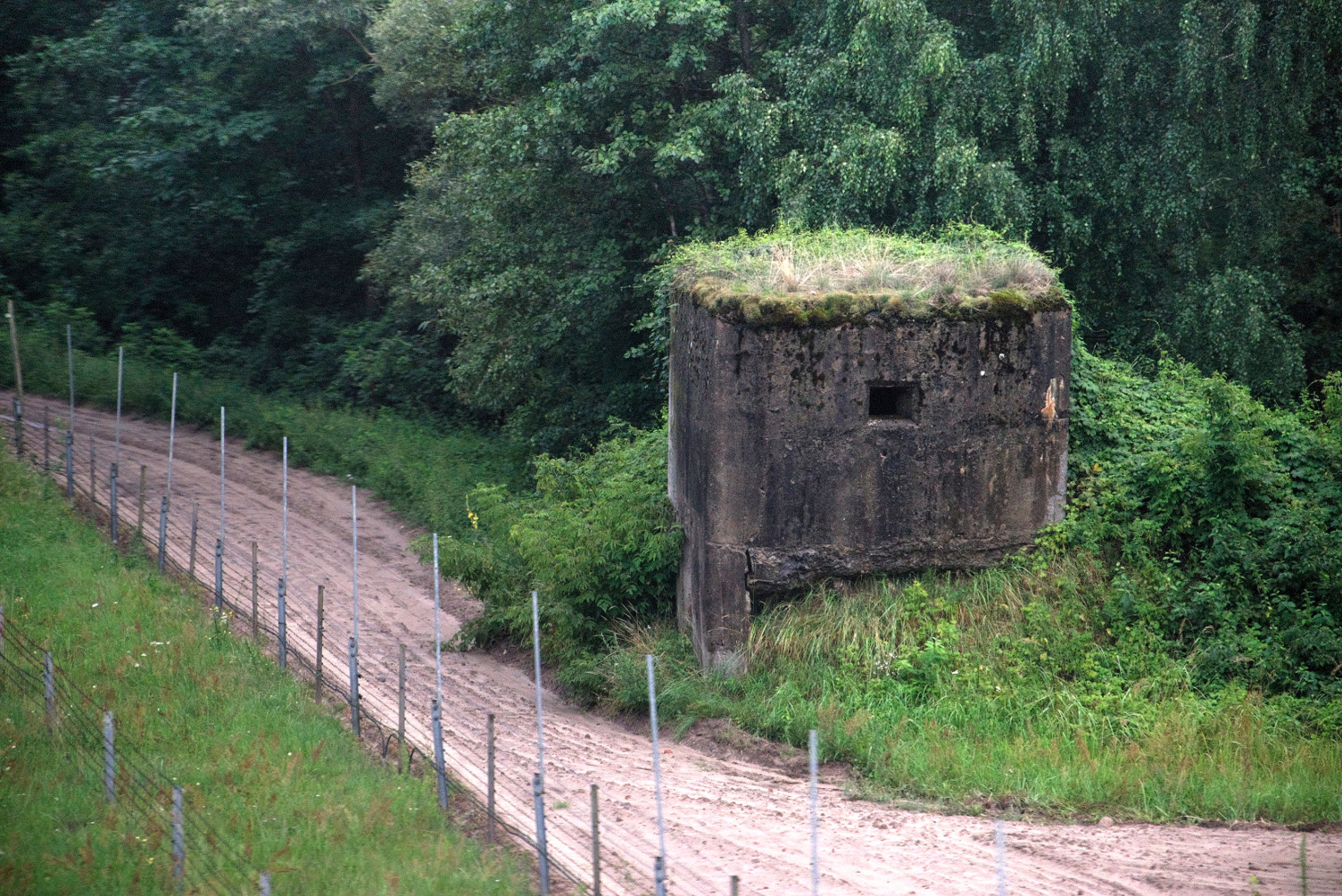
КС-185 в Бресте

КС-185 «Гоби» — советский электросигнализационный комплекс для охраны государственной границы, принятый на вооружение в 1985 году и сменивший С-175 «Гардина».
Комплекс состоит из системы сбора и обработки информации (ССОИ) «Гоби-093» и линейной части заграждений. Основные датчики, применяемые с комплексом:
- электроконтактные — «Бирюса», «Аккорд»;
- ёмкостные — «Атлас»;
- индуктивные — «Гоби-05», «Гоби-08», «Аргон»;
- вибрационные — «Арал»
- пьезоэлектрические — «Гавот» (защита водопропусков).

Также к комплексу могут быть подключены различные датчики и переносные системы для временного усиления охраны участка границы (например, быстроразвертываемая радиолучевая сигнализационная система «Витим»). Линейная часть заграждения комплекса, в зависимости от применяемых сигнализационных датчиков, может быть выполнена:
- КС-185К(И) — на деревянных опорах с козырьками (проект «Балхаш-5»);
- КС-185ЕИ, КС-185ЕК — металлические опоры с сеткой или гладкими проводами в верхней (ёмкостной) части и обычной колючей проволоки в нижней (индуктивной, либо контактной) части.

Комплекс до сегодняшнего дня состоит на вооружении Пограничной службы ФСБ РФ.
На 1991 год около 50 % периметра государственной границы СССР с Финляндией в Ленинградской области были оборудованы устаревшей системой С-175 «Гардина», остальные были переведены на КС-185 «Гоби». В Республике Карелия на «Гоби» было переведено всего несколько десятков километров периметра, остальные приходились на С-175 «Гардина». В 1992 году на территории Российской Федерации обновление комплексов пограничной электросигнализации было прекращено. На границах с Эстонией, Латвией, Белоруссией и Украиной электросигнализационные комплексы до настоящего времени не возводились.
На границах с Грузией, Азербайджаном и Китаем обслуживание электросигнализационных комплексов и возведение новых продолжается.
На смену комплексу КС-185 «Гоби» готовится новый комплекс КС-195К, разработанный «НИКИРЭТ» — филиал ФГУП ФНПЦ «ПО „Старт“ им. М. В. Проценко».